# Castelo de Boghall

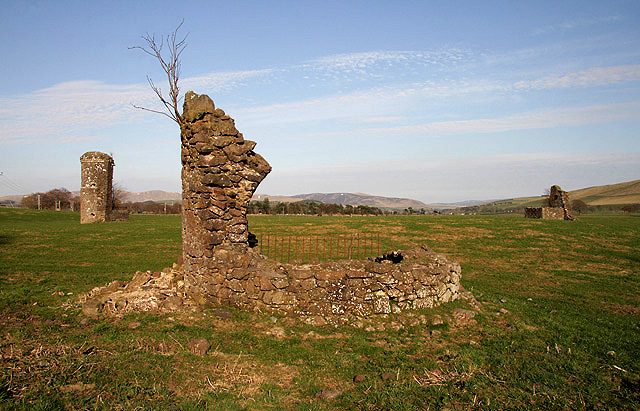
Ruínas do Castelo de Boghall

O Castelo de Boghall foi um castelo do século XIV ao sul de Biggar, South Lanarkshire, na Escócia. Boghall já estava em ruínas no século XIX.
O castelo foi construído no século XIV pela família Fleming, para substituir o castelo de mota em Biggar. O castelo foi estrategicamente localizado onde os vales do rio Tweed e do rio Clyde se encontram.
As fundações de duas torres em forma de D sobrevivem, mas o resto está em ruínas.